# Kreis Bergstraße
Kreis Bergstraße is een Landkreis in de Duitse deelstaat Hessen. Kreisstadt is Heppenheim. De Landkreis telt 271.015 inwoners (31 december 2020) op een oppervlakte van 719,49 km². Op 31 december 2020 had 15,09% van de inwoners een niet-Duits staatsburgerschap (40.900 niet-Duitsers) en hadden 255 inwoners het Nederlandse staatsburgerschap.

## Steden en gemeenten
De volgende steden en gemeenten liggen in de Landkreis (inwoners op 30-06-2006):
| Steden - 1. Bensheim (39.638) - 2. Bürstadt (15.350) - 3. Heppenheim (Bergstraße) (25.416) - 4. Hirschhorn (Neckar) (3.655) - 5. Lampertheim (31.627) - 6. Lindenfels (5.261) - 7. Lorsch (12.795) - 8. Neckarsteinach (3.854) - 9. Viernheim (32.688) - 10. Zwingenberg (6.926) Gemeentevrij gebied - 1. Michelbuch (Bevolking behoort tot de stad Neckarsteinach) | Gemeenten - 1. Abtsteinach (Bestuurscentrum te Ober-Abtsteinach) (2.433) - 2. Biblis (8.887) - 3. Birkenau (10.364) - 4. Einhausen (6.076) - 5. Fürth (11.042) - 6. Gorxheimertal (Bestuurscentrum te Unterflockenbach) (4.084) - 7. Grasellenbach (Bestuurscentrum te Hammelbach) (3.873) - 8. Groß-Rohrheim (3.800) - 9. Lautertal (Odenwald) (Bestuurscentrum te Reichenbach (Odenwald)) (7.307) - 10. Mörlenbach (10.558) - 11. Rimbach (8.568) - 12. Wald-Michelbach (11.488) |

Bergstraße · Darmstadt · Darmstadt-Dieburg · Frankfurt am Main · Fulda · Gießen · Groß-Gerau · Hersfeld-Rotenburg · Hochtaunuskreis · Kassel (stad) · Landkreis Kassel · Lahn-Dill-Kreis · Limburg-Weilburg · Main-Kinzig-Kreis · Main-Taunus-Kreis · Marburg-Biedenkopf · Odenwaldkreis · Offenbach am Main · Landkreis Offenbach · Rheingau-Taunus-Kreis · Schwalm-Eder-Kreis · Vogelsbergkreis · Waldeck-Frankenberg · Werra-Meißner-Kreis · Wetteraukreis · Wiesbaden
Abtsteinach ·
Bensheim ·
Biblis ·
Birkenau ·
Bürstadt ·
Einhausen ·
Fürth ·
Gorxheimertal ·
Grasellenbach ·
Groß-Rohrheim ·
Heppenheim (Bergstraße) · 
Hirschhorn (Neckar) · 
Lampertheim · 
Lautertal (Odenwald) · 
Lindenfels · 
Lorsch ·
Mörlenbach ·
Neckarsteinach ·
Rimbach ·
Viernheim ·
Wald-Michelbach ·
Zwingenberg